# Pitsea
Pitsea – miasto w Anglii, w hrabstwie Essex, w dystrykcie Basildon. Leży 19 km na południe od miasta Chelmsford i 45 km na wschód od Londynu. Miasto liczy 25 000 mieszkańców. Pitsea jest wspomniana w Domesday Book (1086) jako Piceseia.